# Square du Vermandois
Le square du Vermandois est une voie du 19e arrondissement de Paris, en France.

## Situation et accès
Le square du Vermandois est une voie privée située dans le 19e arrondissement de Paris. Il débute au 60, boulevard Sérurier et se termine en impasse.

## Origine du nom

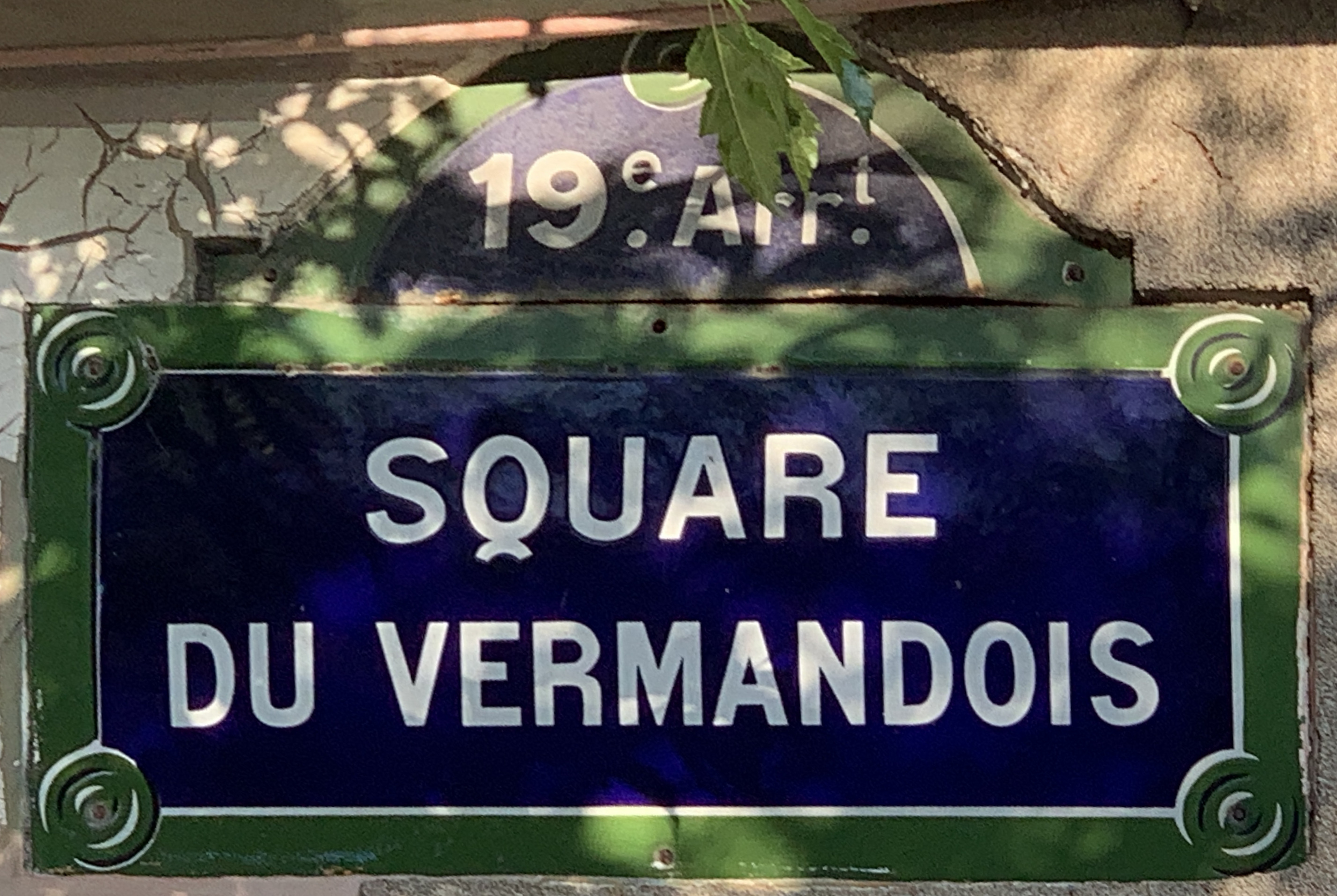
Plaque de la voie.

Le square porte le nom de l'ancienne province française du Vermandois.

## Historique
La voie a été ouverte et a pris sa dénomination actuelle en 1932 sur l'emplacement des bastions nos 21 et 22 de l'enceinte de Thiers.